# Едергайм
Едергайм (нім. Ederheim) — громада в Німеччині, знаходиться в землі Баварія. Підпорядковується адміністративному округу Швабія. Входить до складу району Донау-Ріс. Складова частина об'єднання громад Ріс.
Площа — 16,57 км2. Населення становить 1136 ос. (станом на 31 грудня 2020).

## Історія
Під час Тридцятилітньої війни недалеко села відбулась  битва при Нердлінгені в 1634 році.

## Демографія
У період з 1988 по 2018 рік громада зросла з 1020 до 1143, на 123 жителя, або на 12,1%.
- 1961:  891 житель
- 1970:  943 жителя
- 1987: 1005 жителів
- 1991: 1088 жителів
- 1995: 1096 жителів
- 2000: 1125 жителів
- 2005: 1149 жителів
- 2010: 1128 жителів
- 2015: 1122 жителя

## Галерея

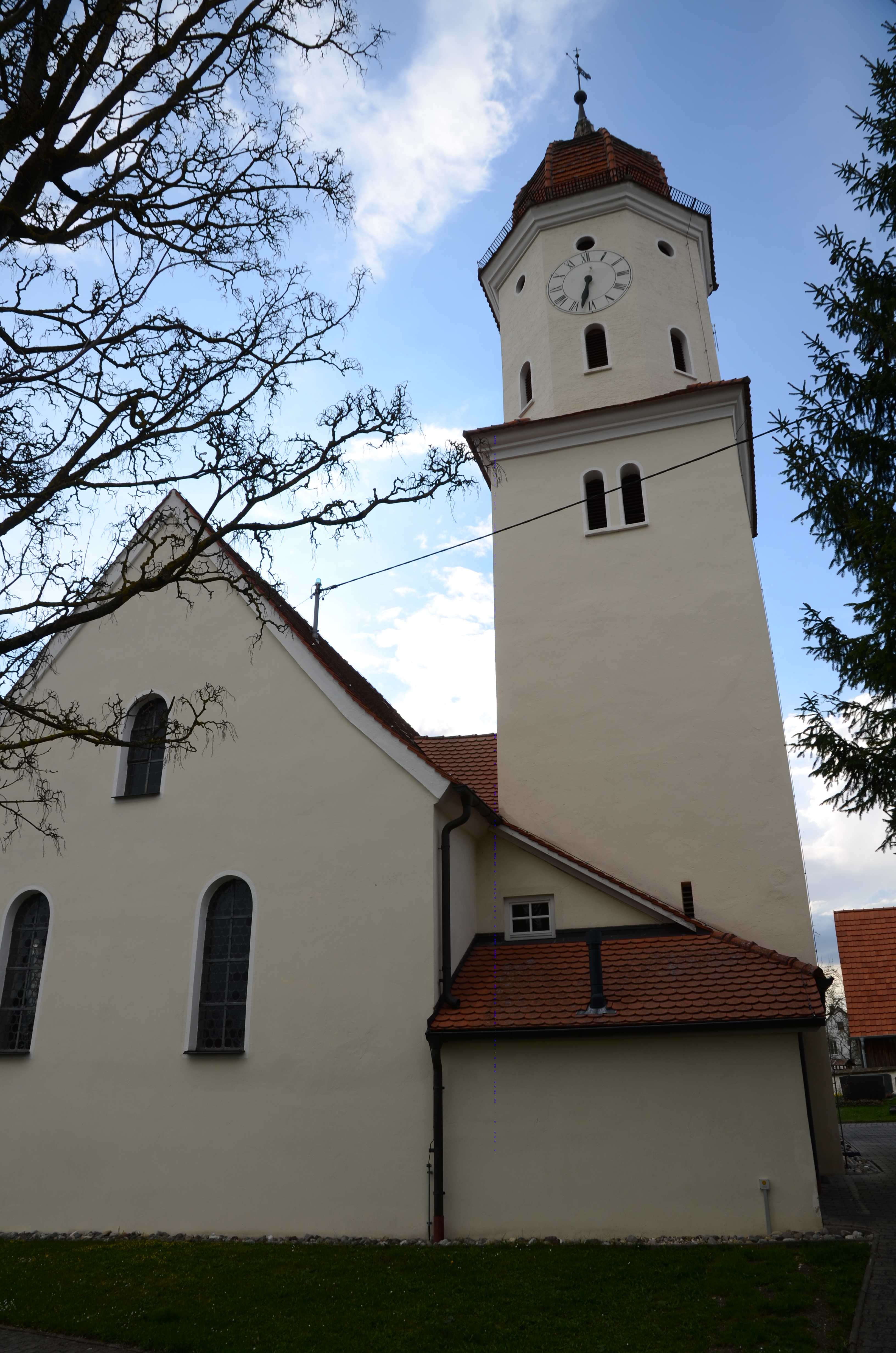